# Belén (distrito)
Belén é um distrito do Peru, departamento de Ayacucho, localizada na província de Sucre.

## Transporte
O distrito de Belén é servido pela seguinte rodovia:
- AY-103, que liga a cidade de San Salvador de Quije ao distrito de Los Morochucos [1][2][3]